# 1274
Il 1274 (MCCLXXIV in numeri romani) è un anno  del XIII secolo.

## Eventi
- In Francia si apre il Concilio di Lione II, per regolamentare l'elezione del Papa
- Il Patriarca di Aquileia Raimondo della Torre concede alla città di Sacile il diritto di spostare all'interno delle mura il mercato popolare di San Lorenzo.
- Il primo tentativo di invasione mongola del Giappone, guidato da Kublai Khan, fallisce a causa di un uragano.
- A Bologna, a seguito di sanguinosi scontri cittadini, la fazione guelfa dei Geremei espelle dalla città circa 12.000 esponenti della fazione ghibellina dei Lambertazzi.

## Nati
- 9 febbraio - Ludovico di Tolosa, vescovo e francescano francese († 1297)
- 11 luglio - Roberto I di Scozia, re († 1329)
- 25 settembre - Rodolfo IV di Neuchâtel, nobile svizzero († 1343)
- 4 ottobre - Rodolfo I di Baviera, duca († 1319)
- 25 novembre - Caterina I di Courtenay, sovrana († 1307)
- Iacopo Bottrigari, giurista italiano († 1348)
- Eric VI di Danimarca, re († 1319)
- Marino Faliero, doge italiano († 1355)
- Bernabò Malaspina, vescovo cattolico italiano († 1338)
- Al-Dhahabi, storico siriano († 1348)
- Violante di Monferrato, imperatrice bizantina († 1317)
- Giacomo di Maiorca, principe spagnolo († 1330)
- Rizzardo IV da Camino, condottiero e nobile italiano († 1312)

## Morti
- 7 marzo - Tommaso d'Aquino, religioso, teologo e filosofo italiano
- 28 maggio - Galeana Savioli Andalò, nobildonna italiana
- 26 giugno - Nasir al-Din al-Tusi, astronomo e matematico persiano (n. 1201)
- 15 luglio - Bonaventura da Bagnoregio, cardinale, filosofo e teologo italiano
- 22 luglio - Enrico I di Navarra, re
- 15 agosto - Robert de Sorbon, teologo francese (n. 1201)
- 1º settembre - Dolcelina, religiosa francese
- 2 settembre - Principe Munetaka, militare giapponese (n. 1242)
- 28 novembre - Filippo di Castiglia, arcivescovo cattolico spagnolo (n. 1231)
- Enrico Cerasolo, arcivescovo cattolico italiano
- Corrado I di Slesia, nobile polacco
- Federico di Marcaria, politico italiano
- Ottonello Zanecalli, politico italiano
- Biaquino III da Camino, nobile e politico italiano
- Beatrice di Monferrato, nobile italiana

## Calendario
| Calendario 1274 | Calendario 1274 | Calendario 1274 | Calendario 1274 | Calendario 1274 | Calendario 1274 | Calendario 1274 | Calendario 1274 | Calendario 1274 | Calendario 1274 | Calendario 1274 | Calendario 1274 | Calendario 1274 | Calendario 1274 | Calendario 1274 | Calendario 1274 | Calendario 1274 | Calendario 1274 | Calendario 1274 | Calendario 1274 | Calendario 1274 | Calendario 1274 | Calendario 1274 | Calendario 1274 | Calendario 1274 | Calendario 1274 | Calendario 1274 | Calendario 1274 | Calendario 1274 | Calendario 1274 | Calendario 1274 | Calendario 1274 | Calendario 1274 |
| --------------- | --------------- | --------------- | --------------- | --------------- | --------------- | --------------- | --------------- | --------------- | --------------- | --------------- | --------------- | --------------- | --------------- | --------------- | --------------- | --------------- | --------------- | --------------- | --------------- | --------------- | --------------- | --------------- | --------------- | --------------- | --------------- | --------------- | --------------- | --------------- | --------------- | --------------- | --------------- | --------------- |
|                 | 1               | 2               | 3               | 4               | 5               | 6               | 7               | 8               | 9               | 10              | 11              | 12              | 13              | 14              | 15              | 16              | 17              | 18              | 19              | 20              | 21              | 22              | 23              | 24              | 25              | 26              | 27              | 28              | 29              | 30              | 31              |                 |
| Gennaio         | Lu              | Ma              | Me              | Gi              | Ve              | Sa              | Do              | Lu              | Ma              | Me              | Gi              | Ve              | Sa              | Do              | Lu              | Ma              | Me              | Gi              | Ve              | Sa              | Do              | Lu              | Ma              | Me              | Gi              | Ve              | Sa              | Do              | Lu              | Ma              | Me              |                 |
| Febbraio        | Gi              | Ve              | Sa              | Do              | Lu              | Ma              | Me              | Gi              | Ve              | Sa              | Do              | Lu              | Ma              | Me              | Gi              | Ve              | Sa              | Do              | Lu              | Ma              | Me              | Gi              | Ve              | Sa              | Do              | Lu              | Ma              | Me              |                 |                 |                 |                 |
| Marzo           | Gi              | Ve              | Sa              | Do              | Lu              | Ma              | Me              | Gi              | Ve              | Sa              | Do              | Lu              | Ma              | Me              | Gi              | Ve              | Sa              | Do              | Lu              | Ma              | Me              | Gi              | Ve              | Sa              | Do              | Lu              | Ma              | Me              | Gi              | Ve              | Sa              |                 |
| Aprile          | Do              | Lu              | Ma              | Me              | Gi              | Ve              | Sa              | Do              | Lu              | Ma              | Me              | Gi              | Ve              | Sa              | Do              | Lu              | Ma              | Me              | Gi              | Ve              | Sa              | Do              | Lu              | Ma              | Me              | Gi              | Ve              | Sa              | Do              | Lu              |                 |                 |
| Maggio          | Ma              | Me              | Gi              | Ve              | Sa              | Do              | Lu              | Ma              | Me              | Gi              | Ve              | Sa              | Do              | Lu              | Ma              | Me              | Gi              | Ve              | Sa              | Do              | Lu              | Ma              | Me              | Gi              | Ve              | Sa              | Do              | Lu              | Ma              | Me              | Gi              |                 |
| Giugno          | Ve              | Sa              | Do              | Lu              | Ma              | Me              | Gi              | Ve              | Sa              | Do              | Lu              | Ma              | Me              | Gi              | Ve              | Sa              | Do              | Lu              | Ma              | Me              | Gi              | Ve              | Sa              | Do              | Lu              | Ma              | Me              | Gi              | Ve              | Sa              |                 |                 |
| Luglio          | Do              | Lu              | Ma              | Me              | Gi              | Ve              | Sa              | Do              | Lu              | Ma              | Me              | Gi              | Ve              | Sa              | Do              | Lu              | Ma              | Me              | Gi              | Ve              | Sa              | Do              | Lu              | Ma              | Me              | Gi              | Ve              | Sa              | Do              | Lu              | Ma              |                 |
| Agosto          | Me              | Gi              | Ve              | Sa              | Do              | Lu              | Ma              | Me              | Gi              | Ve              | Sa              | Do              | Lu              | Ma              | Me              | Gi              | Ve              | Sa              | Do              | Lu              | Ma              | Me              | Gi              | Ve              | Sa              | Do              | Lu              | Ma              | Me              | Gi              | Ve              |                 |
| Settembre       | Sa              | Do              | Lu              | Ma              | Me              | Gi              | Ve              | Sa              | Do              | Lu              | Ma              | Me              | Gi              | Ve              | Sa              | Do              | Lu              | Ma              | Me              | Gi              | Ve              | Sa              | Do              | Lu              | Ma              | Me              | Gi              | Ve              | Sa              | Do              |                 |                 |
| Ottobre         | Lu              | Ma              | Me              | Gi              | Ve              | Sa              | Do              | Lu              | Ma              | Me              | Gi              | Ve              | Sa              | Do              | Lu              | Ma              | Me              | Gi              | Ve              | Sa              | Do              | Lu              | Ma              | Me              | Gi              | Ve              | Sa              | Do              | Lu              | Ma              | Me              |                 |
| Novembre        | Gi              | Ve              | Sa              | Do              | Lu              | Ma              | Me              | Gi              | Ve              | Sa              | Do              | Lu              | Ma              | Me              | Gi              | Ve              | Sa              | Do              | Lu              | Ma              | Me              | Gi              | Ve              | Sa              | Do              | Lu              | Ma              | Me              | Gi              | Ve              |                 |                 |
| Dicembre        | Sa              | Do              | Lu              | Ma              | Me              | Gi              | Ve              | Sa              | Do              | Lu              | Ma              | Me              | Gi              | Ve              | Sa              | Do              | Lu              | Ma              | Me              | Gi              | Ve              | Sa              | Do              | Lu              | Ma              | Me              | Gi              | Ve              | Sa              | Do              | Lu              |                 |